# (31825) 1999 UL13
1999 UL13 (asteroide 31825) é um asteroide da cintura principal. Possui uma excentricidade de 0.19268150 e uma inclinação de 1.51078º.
Este asteroide foi descoberto no dia 29 de outubro de 1999 por CSS em Catalina.